# Hradná vyvieračka
Hradná vyvieračka – obfite wywierzysko u południowo-wschodnich podnóży Płaskowyżu Murańskiego na Słowacji.

## Położenie
Wywierzysko znajduje się na wysokości 425 m n.p.m., u południowo-wschodnich podnóży stromych zboczy góry Cigánka, na której wznoszą się ruiny zamku Murań. Leży po lewej stronie drogi Muráň – Červená Skala, ok. 2,5 km na północny wschód od tej pierwszej miejscowości.

## Charakterystyka
Wywierzysko posiada zmienną wydajność. Jako średnia podawana jest wydajność ok. 100 l/s, jako minimalna – ok. 30 l/s. Maksymalna wydajność szacowana była na ok. 5000 l/s, jednak podczas prowadzonych pomiarów namierzono aż 8082 l/s, co jest największa wydajnością wywierzyska stwierdzoną na Słowacji. Przypuszcza się, że wywierzysko odwadnia cały masyw Cigánki wraz z położoną za nim częścią płaskowyżu, zwaną Veľká lúka. Według podań studnia na zamku Murań miała sięgać aż do poziomu tego wywierzyska (musiałaby mieć ok. 500 m głębokości!).

## Historia poznania
Z uwagi na położenie przy używanej od dawna drodze, u stóp funkcjonującego od średniowiecza zamku, wywierzysko było znane ludności od dawna. Obecnie wykorzystywane jest jako ujęcie wody dla miejscowości Muráň.
W roku 2000 wywierzysko było penetrowane przez speleologów. Nurkowania pozwoliły naszkicować mapę części zatopionych komór i korytarzy, jednak nie dały informacji co do ich dalszego ciągu.